# Erich Vogel
Erich T. Vogel  v USA jako Eric Vogel (30. dubna 1896, Těšín – 1980, Las Vegas, Nevada, USA)   byl český jazzový trumpetista židovského původu.

## Život
V roce 1938 hrál Vogel na trubku v dixielandovém souboru.  Po zatčení nacistickými úřady v Brně v roce 1939 byl přinucen organizovat jazzovou školu v brněnském židovském ghettu. Později byl odvezen do koncentračního tábora v Terezíně, kde účinkoval s orchestrem Ghetto Swingers pod vedením klavíristy Martina Romana  a v souboru Jazz-Quintet-Weiss Fritze Weisse.
V Terezíně byl se svou budoucí manželkou Gertrudou "Trudy" Kleinovou, reprezentantkou Československa ve stolním tenise.
Při převozu do koncentračního tábora Dachau se mu podařilo uprchnout a po válce, v roce 1946 odcestoval s Gertrudou do USA, kde se vzali a společně žili v Las Vegas až do Trudiny smrti v roce 1975. Erich zemřel tamtéž o pět let později a byl pochován po boku své manželky na hřbitově Palm Downtown.